# Alternativni R&B
Alternativni R&B (također poznat kao alt-R&B, indie R&B, left-field R&B, a izvorno poznat i kao PBR&B, hipster R&B ili R-Neg-B), izraz je kojim se koriste neki glazbeni kritičari kako bi opisali stilsku alternativu suvremenom R&B-ju koja je započela sredinom 2000-ih godina i kasnije postala poznata s izvođačima kao što su Frank Ocean, The Weeknd, SZA, Khalid i 6lack. Smatra se da je "progresivniji i raznolikiji" u odnosu na svoj "glavnostrujaški pandan".